# C metróvonal (Prága)
A prágai C metróvonal időrendi sorrendben a prágai metró elsőként átadott vonala, melynek első szakaszát 1974-ben nyitották meg. Jelenleg 20 állomása van, a pálya 22,4 km hosszú a Letňany és a Háje állomások között. A vonalat a piros színnel jelölik.

## Története

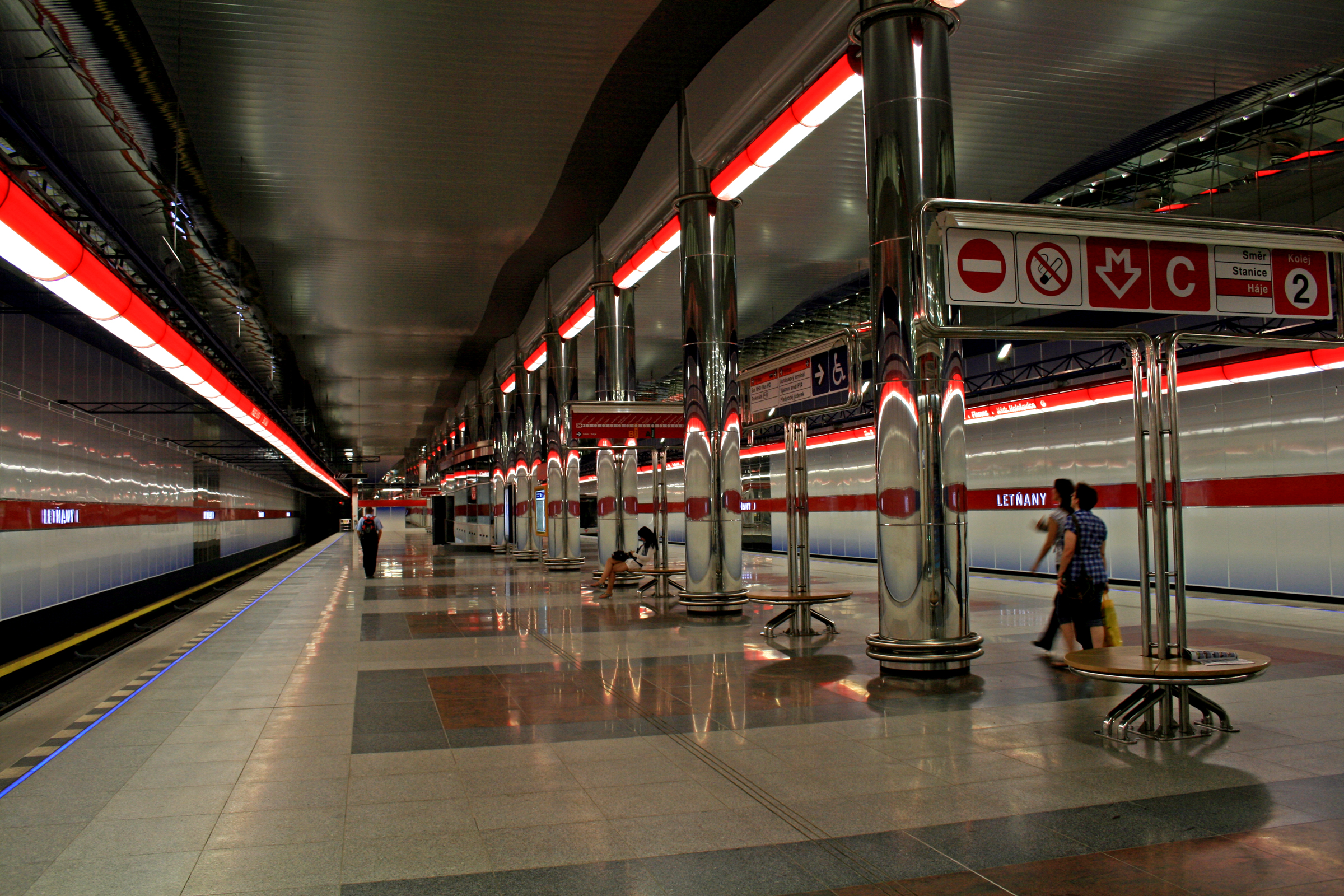
A 2008-ban átadott modern Letňany állomás

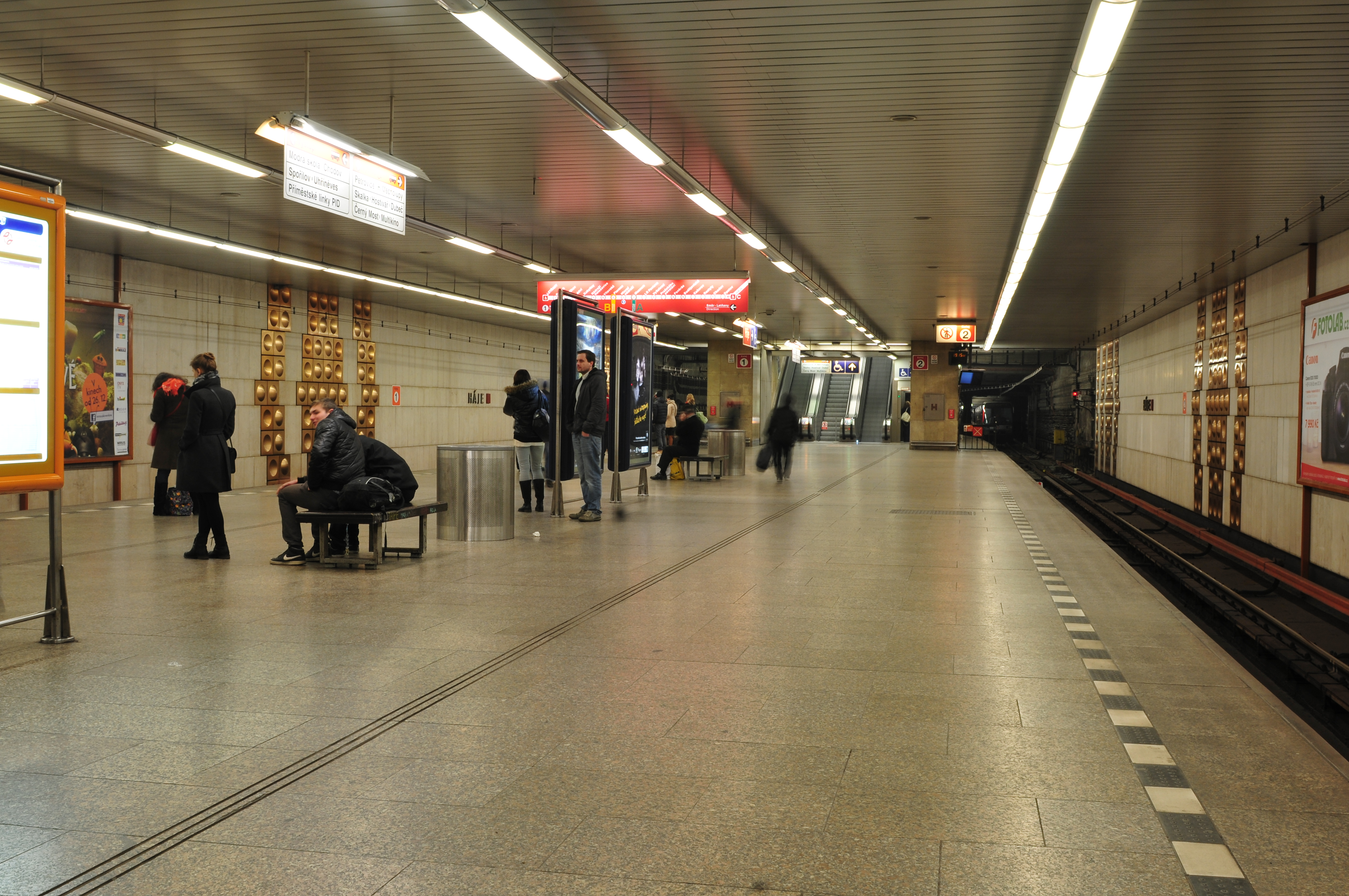
Az 1980-ban átadott Háje állomás

A vonal első szakaszát 1974-ben nyitották meg. 1984 végére 15 állomással már 14,1 km volt a vonal hossza. Ezután csak 20 évvel később, 2004-ben hosszabbították először. Észak felé Ládví állomásig 4 kilométerrel és 2 állomással bővült a vonal. 2008-ban további 4,6 km pályát és 3 állomást adtak át.
| Szakasz                    | Átadás             | Hossz   |
| -------------------------- | ------------------ | ------- |
| Florenc–Kačerov            | 1974. május 9.     | 6,6 km  |
| Kačerov–Háje               | 1980. november 11. | 5,3 km  |
| Florenc–Nádraží Holešovice | 1984. november 3.  | 2,2 km  |
| Nádraží Holešovice–Ládví   | 2004. június 26.   | 4,0 km  |
| Ládví–Letňany              | 2008. május 8.     | 4,6 km  |
| Összesen:                  | 20 állomás         | 22,7 km |

## Jellemzői

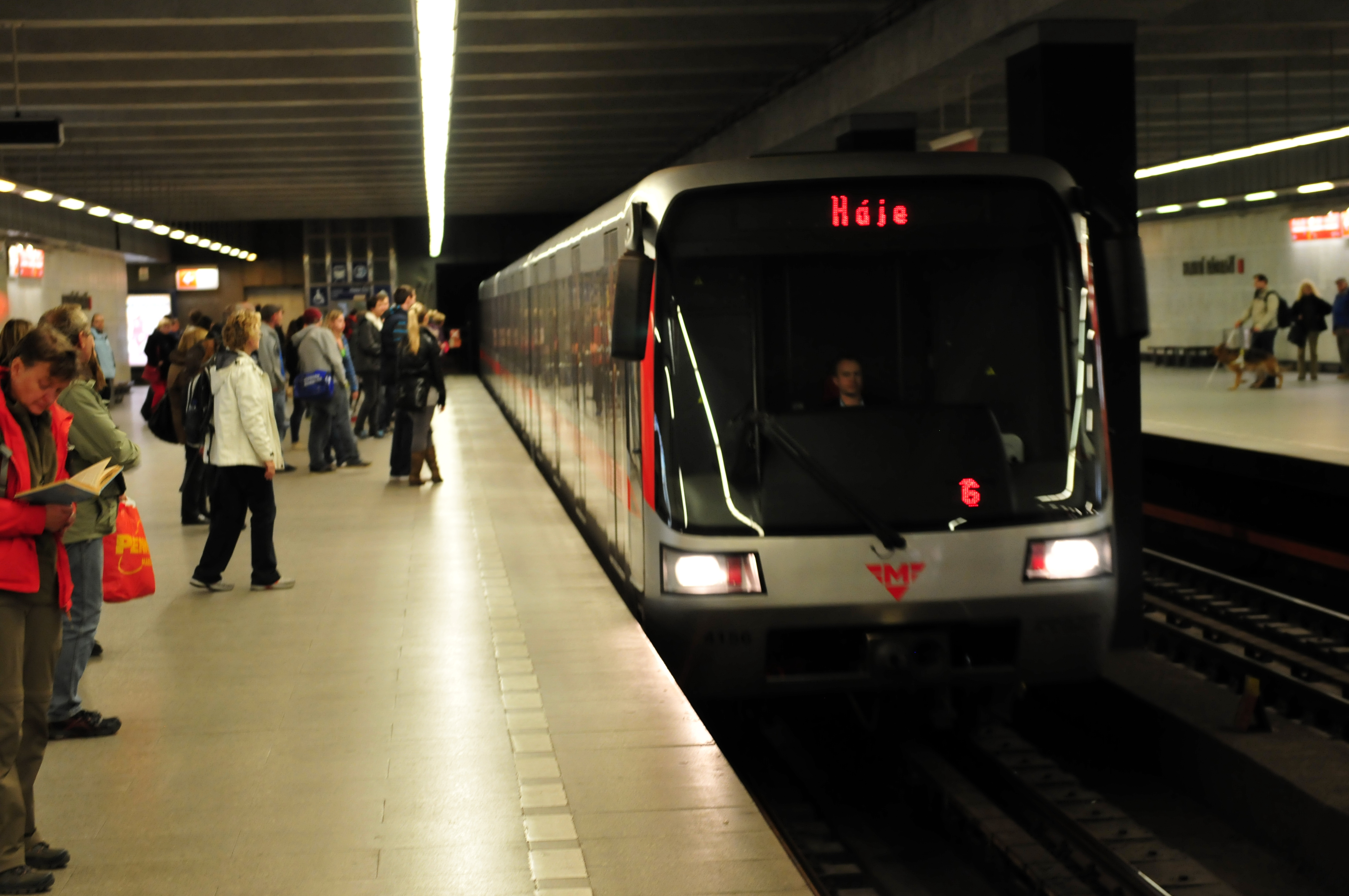
Siemens M1 típusú szerelvény a Hlavní nádraží állomáson

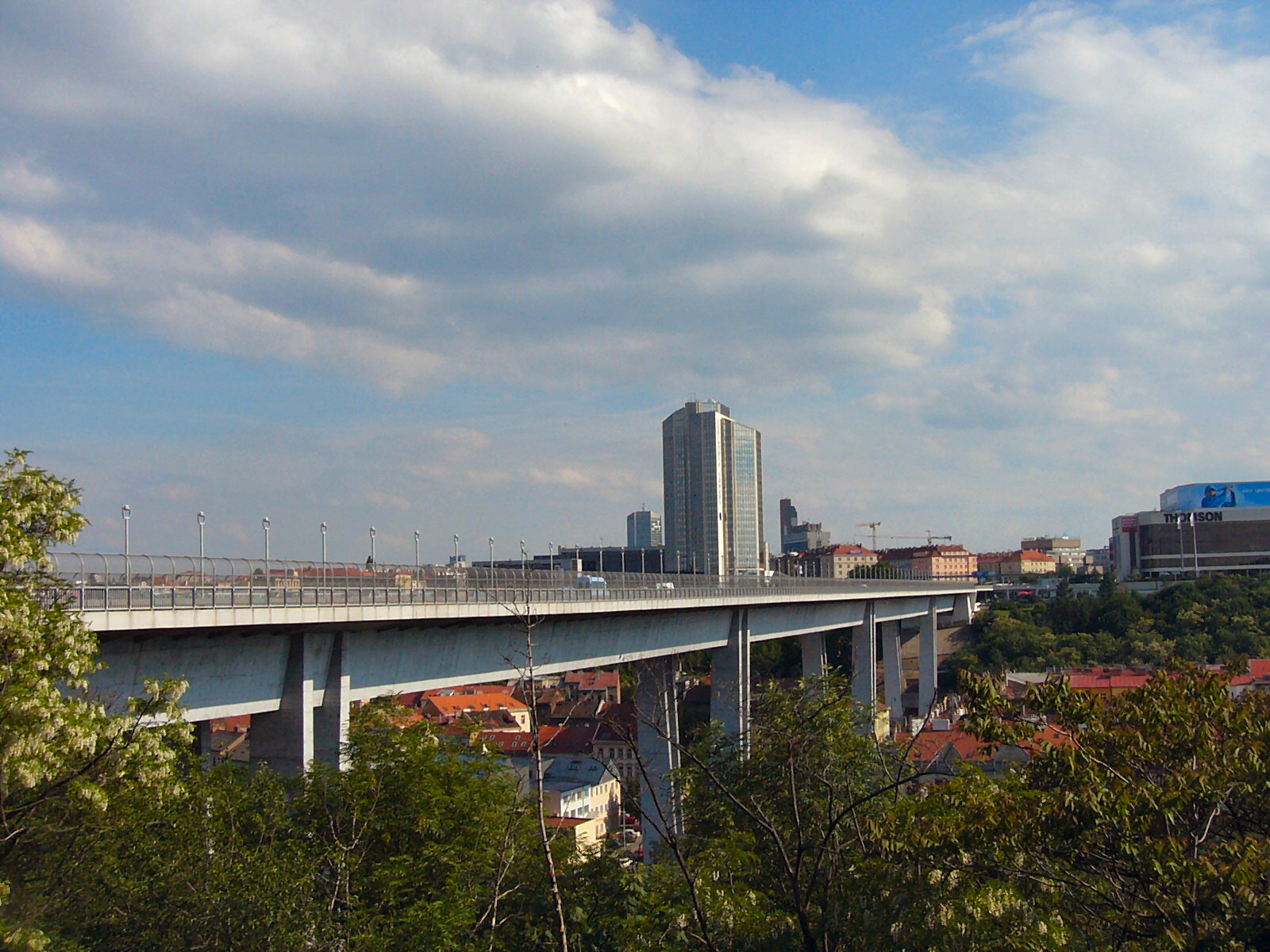
A vonal a Nuslei híd belsejében halad az I. P. Pavlova és a Vyšehrad állomások között

A vonal a Florenc állomásnál keresztezi a B vonalat, a Muzeum állomásnál az A vonalat. Összekötő vágány található a B vonal felé a Florenc állomásnál, valamint az I. P. Pavlova után az A vonal Náměstí Míru állomása felé. A Kačerov állomásnál található a kocsiszín.
Az I. P. Pavlova és a Vyšehrad állomások között található a Nuslei híd, amelynek belsejében halad a vonal.
A vonalon Siemens M1 típusú, 5 kocsis szerelvények közlekednek. A menetidő 36 perc. Néhány járat Letňany felől csak a Kačerov állomásig közlekedik.

## Állomások
| 0  | Letňany            | 36 | 58                                                                                   |
| 3  | Prosek             | 34 | 58                                                                                   |
| 4  | Střížkov           | 32 |                                                                                      |
| 6  | Ládví              | 30 | 10                                                                                   |
| 9  | Kobylisy           | 28 | 3, 10, 17, 24                                                                        |
| 12 | Nádraží Holešovice | 25 | 6, 12, 17 R20 R17 S4 S41 R44                                                         |
| 14 | Vltavská           | 23 | 1, 12, 14, 25 S5 R24 R45                                                             |
| 16 | Florenc B          | 21 | B 3, 8, 24                                                                           |
| 17 | Hlavní nádraží     | 19 | 5, 9, 15, 26 S1 R10 R16 R17 R18 R19 S2 R20 R21 R26 S3 S4 R43 R49 S5 S65 S7 S8 S88 S9 |
| 18 | Muzeum A           | 18 | A 11, 13                                                                             |
| 20 | I. P. Pavlova      | 16 | 4, 6, 10, 11, 13, 16, 22, 23                                                         |
| 22 | Vyšehrad           | 14 |                                                                                      |
| 24 | Pražského povstání | 13 | 18                                                                                   |
| 25 | Pankrác            | 11 |                                                                                      |
| 27 | Budějovická        | 9  |                                                                                      |
| 28 | Kačerov            | 8  | S8 S88                                                                               |
| 31 | Roztyly            | 6  |                                                                                      |
| 32 | Chodov             | 4  |                                                                                      |
| 34 | Opatov             | 2  |                                                                                      |
| 36 | Háje               | 0  |                                                                                      |

### Korábbi nevek
1990 előtt számos állomásnak más volt a neve. A következő táblázat ezeket az állomásokat tartalmazza:
| Állomás neve jelenleg | Állomás előző neve | Év        |
| --------------------- | ------------------ | --------- |
| Florenc               | Sokolovská         | 1974–1990 |
| Vyšehrad              | Gottwaldova        | 1974–1990 |
| Pankrác               | Mládežnická        | 1974–1990 |
| Roztyly               | Primátora Vacka    | 1980–1990 |
| Chodov                | Budovatelů         | 1980–1990 |
| Opatov                | Družby             | 1980–1990 |
| Háje                  | Kosmonautů         | 1980–1990 |
| Nádraží Holešovice    | Fučíkova           | 1984–1990 |